# 袁家溪乡
袁家溪乡，是中华人民共和国四川省乐山市马边彝族自治县曾经下辖的一个乡。2020年5月，撤销袁家溪乡，将其所属行政区域划归苏坝镇管辖。

## 行政区划
袁家溪乡撤销前下辖以下地区：
建设村、庄家坝村、袁家溪村和额洛村。